# サン＝ジョルジュ＝ド＝リュザンソン
サン＝ジョルジュ＝ド＝リュザンソン （Saint-Georges-de-Luzençon、オック語:Sent Jòrdi）は、フランス、オクシタニー地域圏、アヴェロン県のコミューン。

## 地理

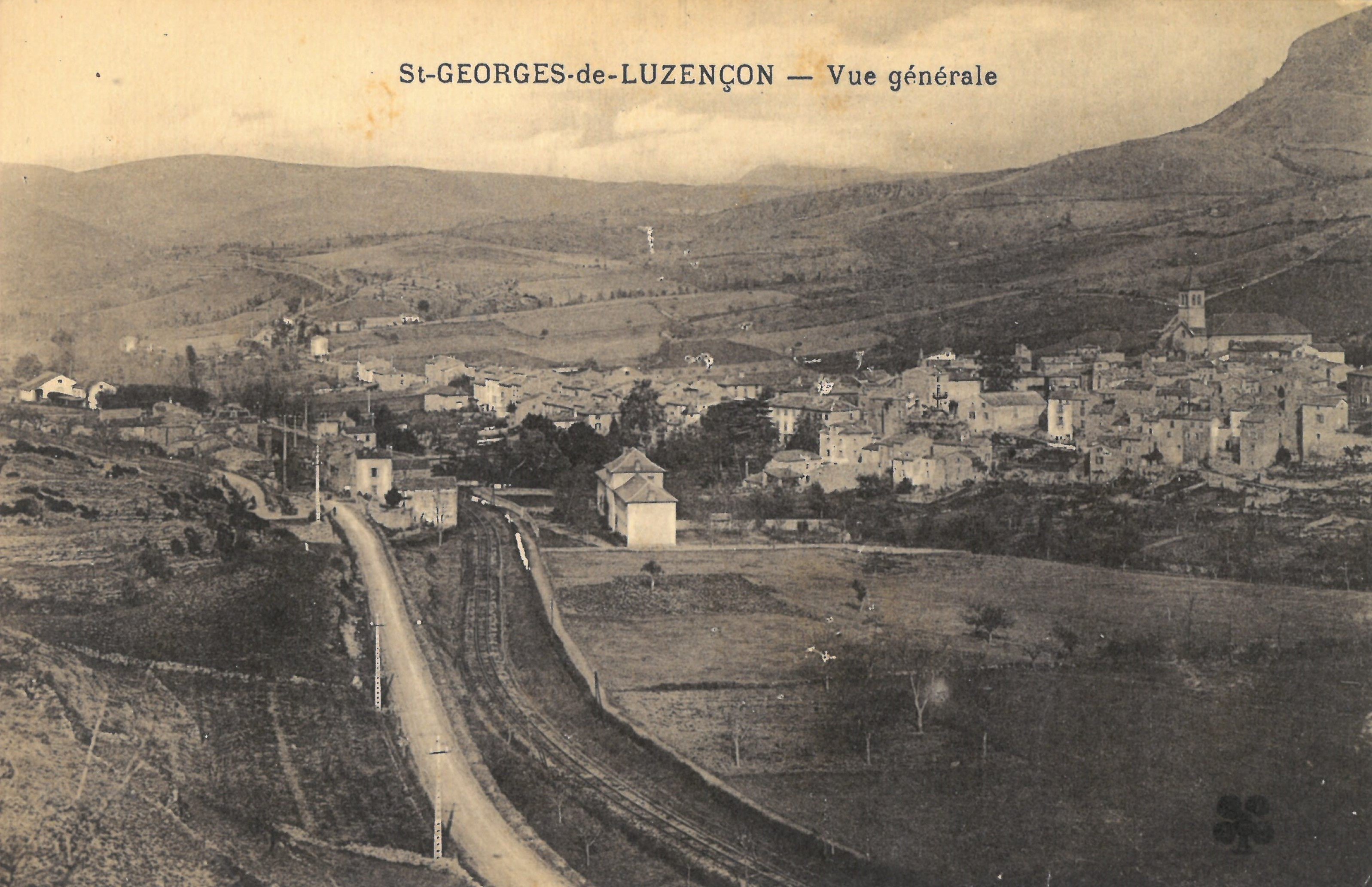
20世紀初頭に撮影されたサン＝ジョルジュ＝ド＝リュザンソン

コミューンの管轄地域は、中央高地の南部の一部を具象化している。村そのものは、県道992号線に沿ってセルノン川谷の谷間に伸びている。市街地の中心は、古い要塞の形をした中世の石造りの建物で構成されている。後世に建設された目抜き通りは、コミューン全ての商店が集まっている。村の大部分は、現代では典型的な、分譲化された一戸建て住宅で構成されている。最寄りの町ミヨーからおよそ10km離れているが、村はミヨーとサンタフリクの中間にあって、さらにロックフォール＝シュル＝スールゾンの工場に近いため、家族世帯をひきつける要因となっている。
サン＝ジョルジュ＝ド＝リュザンソン駅は、ベジエ-サン＝シェリ＝ダプシェ間およびベジエ-クレルモン＝フェラン間を走るアンテルシテの列車が運行しており、TERラングドック＝ルシヨンの列車がベジエおよびサン＝シェリ＝ダプシェ、ミヨーの各駅の間を往復し、TERミディ＝ピレネーの列車がトゥルヌミール-ロックフォール駅からミヨー駅、サン・ロム・ド・セルノン、セヴェラック＝ル＝シャトーの各駅間を往復している。

## 歴史
サン＝ジョルジュ＝ド＝リュザンソンは、かつてサン＝ジョルジュ・ド・ヴァルセレナ（Saint-Georges de Valserena）と呼ばれていた。このドメーヌは、ロデーズ司教とトゥールーズ伯の間で交換された。
ドメーヌは16世紀にラス・リブの新教徒たちによって、その後17世紀にはロアン公爵によって破壊された。
フランス革命時代、セルノン川の流れる谷にちなみ、革命家たちはコミューンをラ・ヴァレ・ピュール（la Vallée Pure）と呼んだ。

## 人口統計
2016年時点のコミューン人口は1621人で、2011年時点の人口より7.07%増加した。
| 1962年 | 1968年 | 1975年 | 1982年 | 1990年 | 1999年 | 2006年 | 2016年 |
| ------ | ------ | ------ | ------ | ------ | ------ | ------ | ------ |
| 861    | 827    | 777    | 1027   | 1144   | 1301   | 1635   | 1621   |

参照元:1962年から1999年までは複数コミューンに住所登録をする者の重複分を除いたもの。それ以降は当該コミューンの人口統計によるもの。1999年までEHESS/Cassini、2006年以降INSEE

## 史跡
- サン・ジュニエ・ド・ベルトラン城 - 歴史的記念物[8]

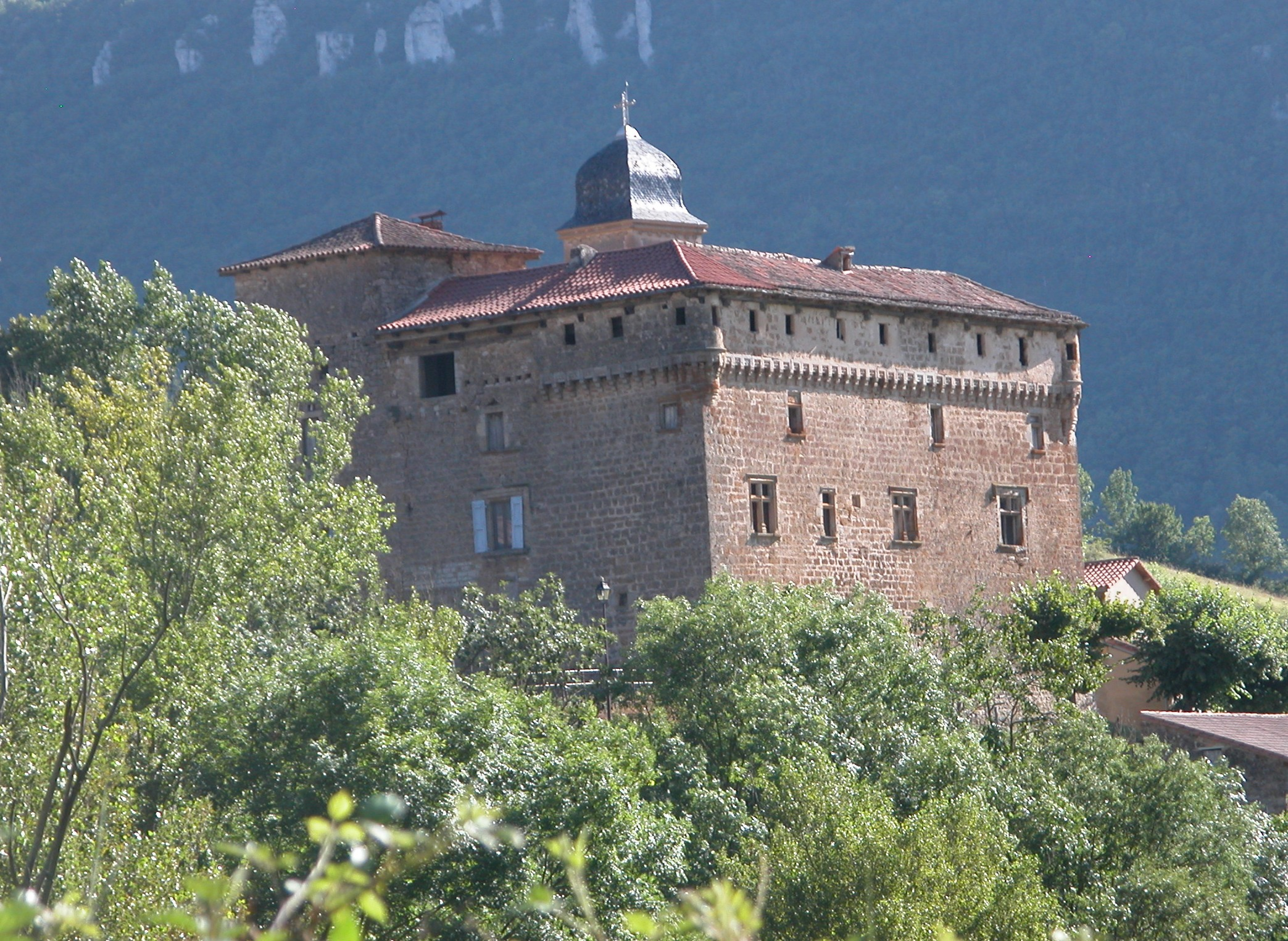
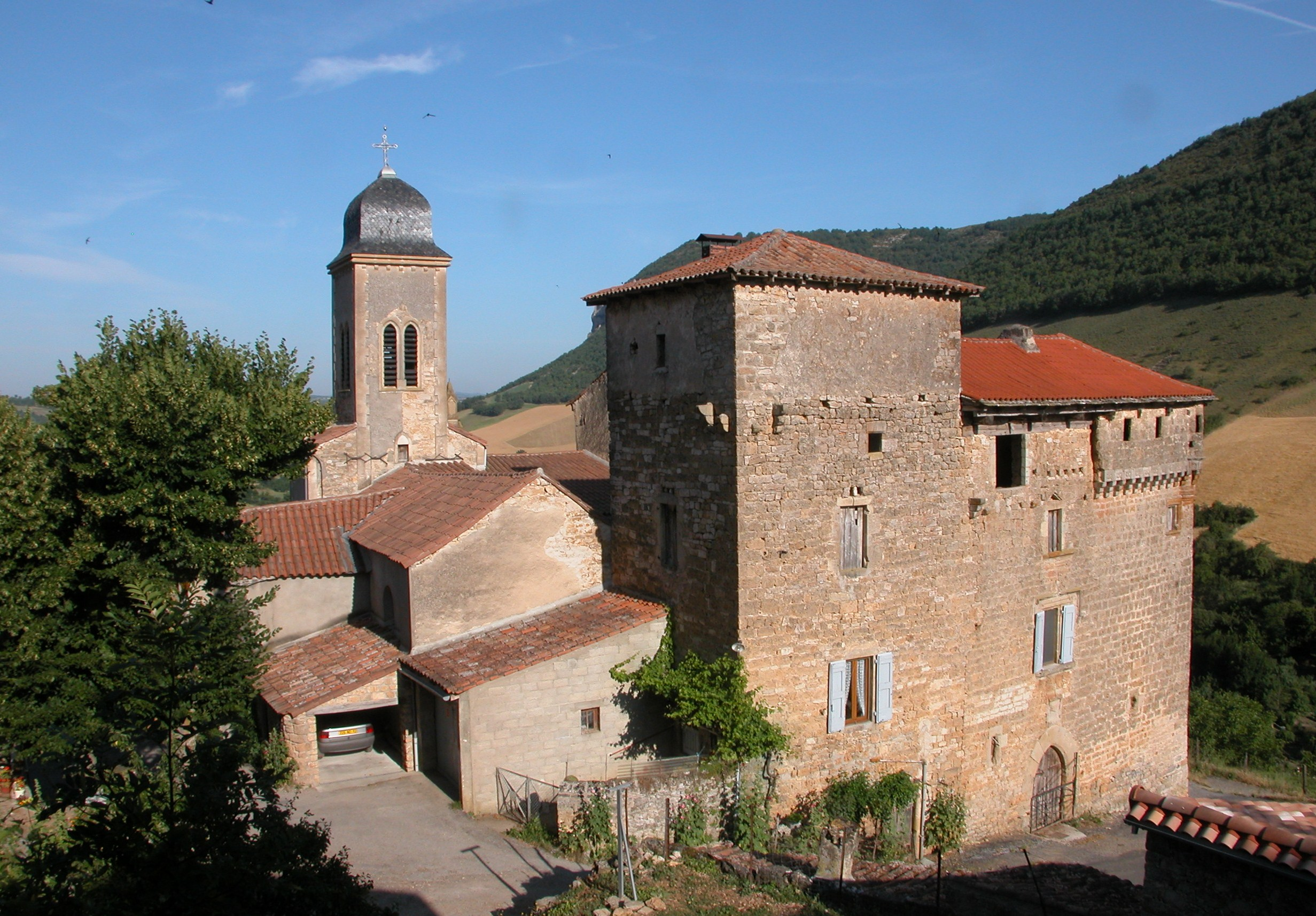
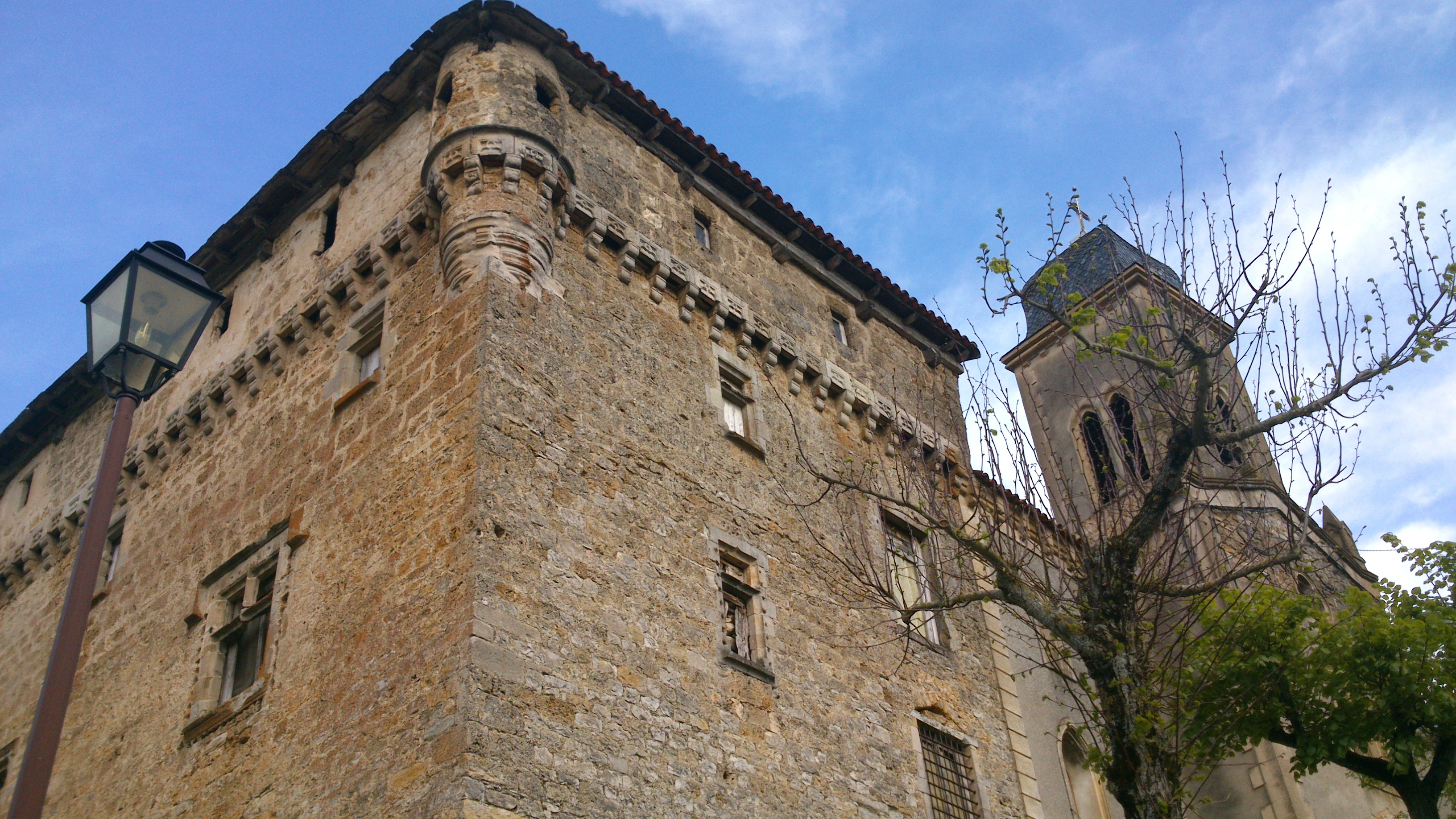

- ブルズ・デュ・ラルザックにある、要塞化された農家 - 歴史的記念物[9]

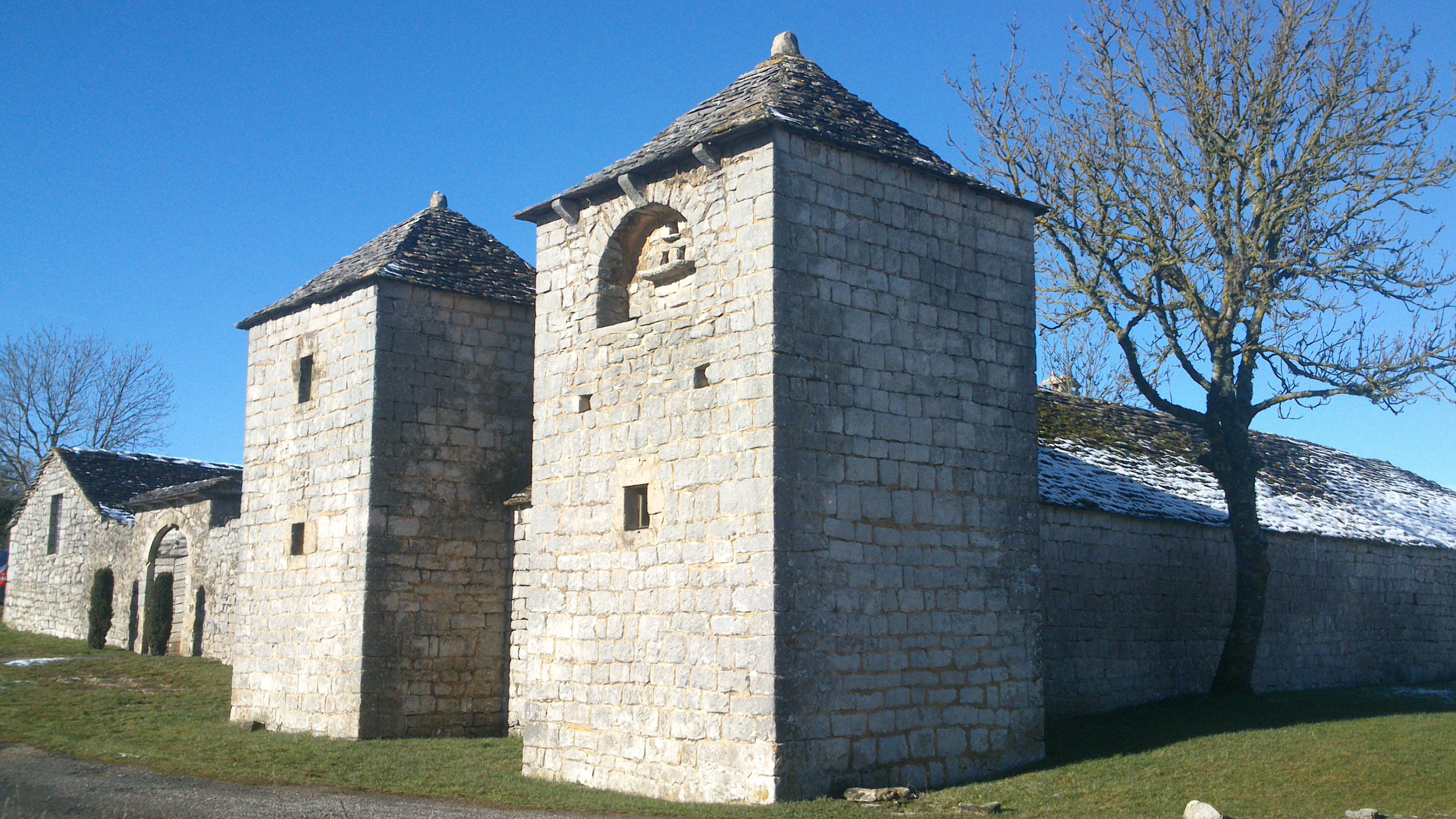
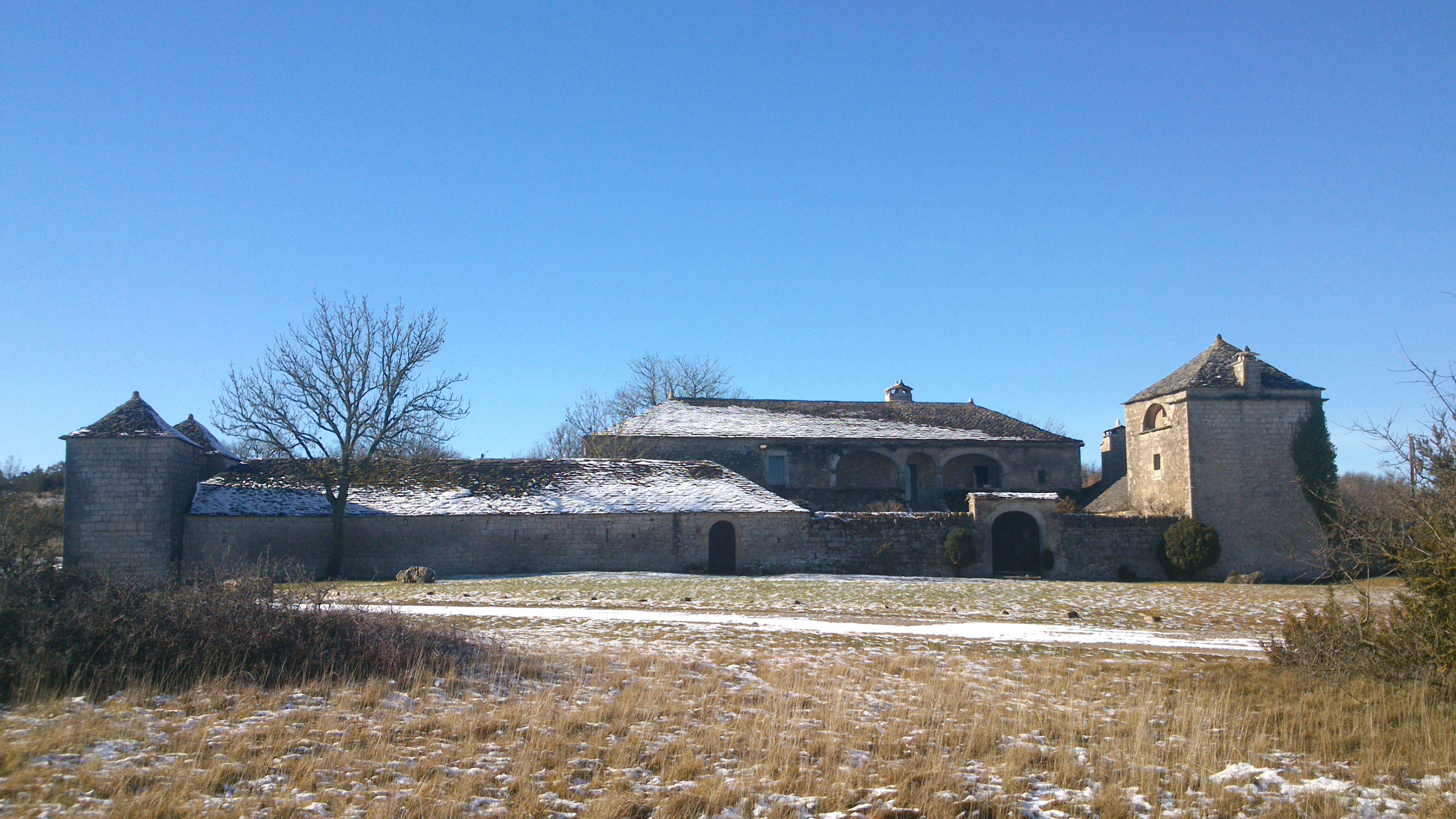

- リュザンソンの礼拝堂 - 歴史的記念物[10]。リュザンソンはサン＝ジョルジュのコミューンの中心となっている小さな集落。13世紀にトゥールーズ伯が築いた城跡、そしてロマネスク様式の礼拝堂がある。

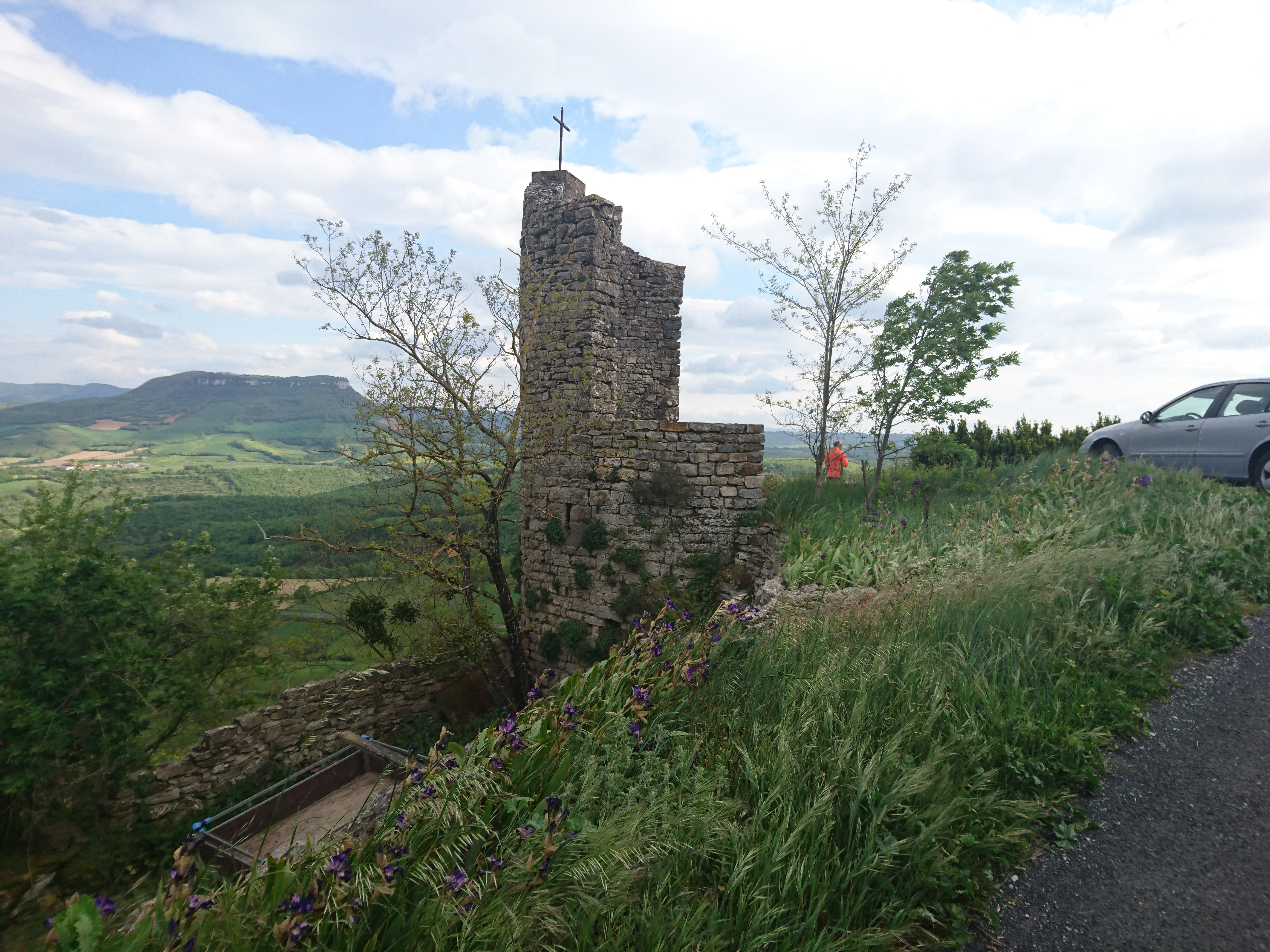
トゥールーズ伯の城跡
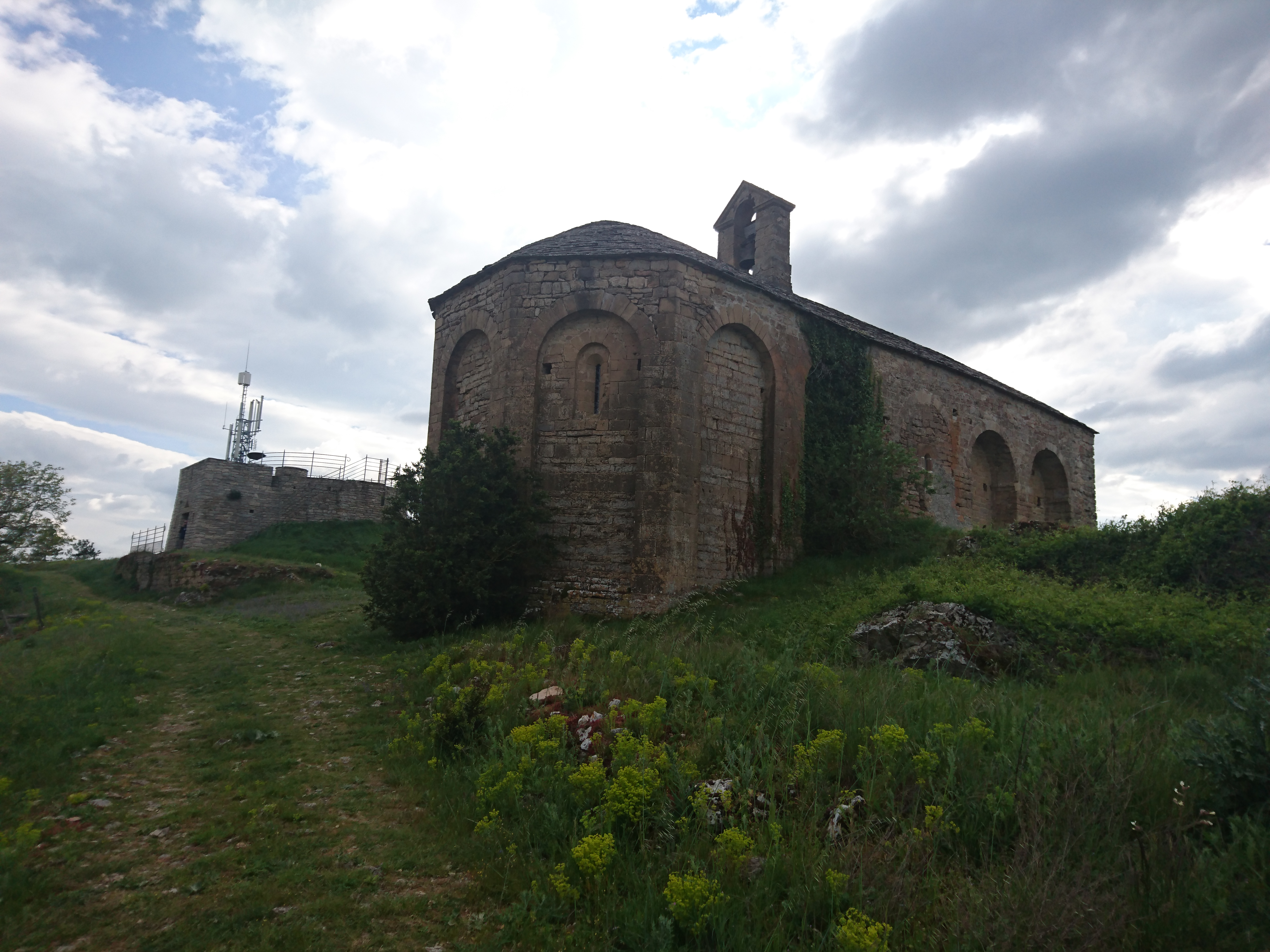
リュザンソンの礼拝堂